# Llista d'asteroides/178101-178200
| Nom      | Designació provisional | Data de descobriment   | Lloc de descobriment | Descobridor/s         |
| -------- | ---------------------- | ---------------------- | -------------------- | --------------------- |
| 178101 - | 2006 ST256             | 26 de setembre de 2006 | Kitt Peak            | Spacewatch            |
| 178102 - | 2006 SJ278             | 28 de setembre de 2006 | Mount Lemmon         | Mount Lemmon Survey   |
| 178103 - | 2006 SH280             | 29 de setembre de 2006 | Anderson Mesa        | LONEOS                |
| 178104 - | 2006 SJ281             | 30 de setembre de 2006 | Siding Spring        | SSS                   |
| 178105 - | 2006 SC284             | 26 de setembre de 2006 | Catalina             | CSS                   |
| 178106 - | 2006 SD286             | 19 de setembre de 2006 | Catalina             | CSS                   |
| 178107 - | 2006 SL300             | 26 de setembre de 2006 | Catalina             | CSS                   |
| 178108 - | 2006 SV312             | 27 de setembre de 2006 | Kitt Peak            | Spacewatch            |
| 178109 - | 2006 SN313             | 27 de setembre de 2006 | Kitt Peak            | Spacewatch            |
| 178110 - | 2006 SN328             | 27 de setembre de 2006 | Kitt Peak            | Spacewatch            |
| 178111 - | 2006 SU328             | 27 de setembre de 2006 | Kitt Peak            | Spacewatch            |
| 178112 - | 2006 SZ366             | 20 de setembre de 2006 | Anderson Mesa        | LONEOS                |
| 178113 - | 2006 SA381             | 27 de setembre de 2006 | Apache Point         | A. C. Becker          |
| 178114 - | 2006 SA391             | 17 de setembre de 2006 | Catalina             | CSS                   |
| 178115 - | 2006 SB393             | 27 de setembre de 2006 | Catalina             | CSS                   |
| 178116 - | 2006 TK7               | 10 d'octubre de 2006   | Gnosca               | S. Sposetti           |
| 178117 - | 2006 TG8               | 4 d'octubre de 2006    | Mount Lemmon         | Mount Lemmon Survey   |
| 178118 - | 2006 TD12              | 3 d'octubre de 2006    | Kitt Peak            | Spacewatch            |
| 178119 - | 2006 TX18              | 11 d'octubre de 2006   | Kitt Peak            | Spacewatch            |
| 178120 - | 2006 TU24              | 12 d'octubre de 2006   | Palomar              | NEAT                  |
| 178121 - | 2006 TX24              | 12 d'octubre de 2006   | Kitt Peak            | Spacewatch            |
| 178122 - | 2006 TS25              | 12 d'octubre de 2006   | Kitt Peak            | Spacewatch            |
| 178123 - | 2006 TT30              | 12 d'octubre de 2006   | Kitt Peak            | Spacewatch            |
| 178124 - | 2006 TW31              | 12 d'octubre de 2006   | Kitt Peak            | Spacewatch            |
| 178125 - | 2006 TR33              | 12 d'octubre de 2006   | Kitt Peak            | Spacewatch            |
| 178126 - | 2006 TZ38              | 12 d'octubre de 2006   | Kitt Peak            | Spacewatch            |
| 178127 - | 2006 TU42              | 12 d'octubre de 2006   | Kitt Peak            | Spacewatch            |
| 178128 - | 2006 TL43              | 12 d'octubre de 2006   | Kitt Peak            | Spacewatch            |
| 178129 - | 2006 TB47              | 12 d'octubre de 2006   | Kitt Peak            | Spacewatch            |
| 178130 - | 2006 TR47              | 12 d'octubre de 2006   | Kitt Peak            | Spacewatch            |
| 178131 - | 2006 TT47              | 12 d'octubre de 2006   | Kitt Peak            | Spacewatch            |
| 178132 - | 2006 TL49              | 12 d'octubre de 2006   | Palomar              | NEAT                  |
| 178133 - | 2006 TU49              | 12 d'octubre de 2006   | Palomar              | NEAT                  |
| 178134 - | 2006 TM50              | 12 d'octubre de 2006   | Kitt Peak            | Spacewatch            |
| 178135 - | 2006 TE53              | 12 d'octubre de 2006   | Kitt Peak            | Spacewatch            |
| 178136 - | 2006 TJ55              | 12 d'octubre de 2006   | Palomar              | NEAT                  |
| 178137 - | 2006 TV55              | 12 d'octubre de 2006   | Palomar              | NEAT                  |
| 178138 - | 2006 TE62              | 9 d'octubre de 2006    | Palomar              | NEAT                  |
| 178139 - | 2006 TX63              | 10 d'octubre de 2006   | Palomar              | NEAT                  |
| 178140 - | 2006 TY70              | 11 d'octubre de 2006   | Palomar              | NEAT                  |
| 178141 - | 2006 TP71              | 11 d'octubre de 2006   | Palomar              | NEAT                  |
| 178142 - | 2006 TH73              | 11 d'octubre de 2006   | Palomar              | NEAT                  |
| 178143 - | 2006 TP73              | 11 d'octubre de 2006   | Palomar              | NEAT                  |
| 178144 - | 2006 TZ75              | 11 d'octubre de 2006   | Palomar              | NEAT                  |
| 178145 - | 2006 TG80              | 13 d'octubre de 2006   | Kitt Peak            | Spacewatch            |
| 178146 - | 2006 TB83              | 13 d'octubre de 2006   | Kitt Peak            | Spacewatch            |
| 178147 - | 2006 TC87              | 13 d'octubre de 2006   | Kitt Peak            | Spacewatch            |
| 178148 - | 2006 TZ87              | 13 d'octubre de 2006   | Kitt Peak            | Spacewatch            |
| 178149 - | 2006 TO91              | 13 d'octubre de 2006   | Kitt Peak            | Spacewatch            |
| 178150 - | 2006 TN92              | 14 d'octubre de 2006   | Lulin Observatory    | C.-S. Lin, Q.-z. Ye   |
| 178151 - | 2006 TO92              | 14 d'octubre de 2006   | Lulin Observatory    | C.-S. Lin, Q.-z. Ye   |
| 178152 - | 2006 TA96              | 12 d'octubre de 2006   | Palomar              | NEAT                  |
| 178153 - | 2006 TR97              | 13 d'octubre de 2006   | Kitt Peak            | Spacewatch            |
| 178154 - | 2006 TP109             | 4 d'octubre de 2006    | Mount Lemmon         | Mount Lemmon Survey   |
| 178155 - | 2006 TN117             | 3 d'octubre de 2006    | Apache Point         | A. C. Becker          |
| 178156 - | 2006 UL1               | 17 d'octubre de 2006   | Piszkéstető          | K. Sárneczky, Z. Kuli |
| 178157 - | 2006 UX5               | 16 d'octubre de 2006   | Kitt Peak            | Spacewatch            |
| 178158 - | 2006 UN6               | 16 d'octubre de 2006   | Catalina             | CSS                   |
| 178159 - | 2006 UK8               | 16 d'octubre de 2006   | Catalina             | CSS                   |
| 178160 - | 2006 UH11              | 17 d'octubre de 2006   | Mount Lemmon         | Mount Lemmon Survey   |
| 178161 - | 2006 UF13              | 17 d'octubre de 2006   | Mount Lemmon         | Mount Lemmon Survey   |
| 178162 - | 2006 UG18              | 16 d'octubre de 2006   | Catalina             | CSS                   |
| 178163 - | 2006 UL32              | 16 d'octubre de 2006   | Kitt Peak            | Spacewatch            |
| 178164 - | 2006 UN32              | 16 d'octubre de 2006   | Kitt Peak            | Spacewatch            |
| 178165 - | 2006 UB41              | 16 d'octubre de 2006   | Kitt Peak            | Spacewatch            |
| 178166 - | 2006 UD43              | 16 d'octubre de 2006   | Kitt Peak            | Spacewatch            |
| 178167 - | 2006 UH46              | 16 d'octubre de 2006   | Kitt Peak            | Spacewatch            |
| 178168 - | 2006 UZ46              | 16 d'octubre de 2006   | Kitt Peak            | Spacewatch            |
| 178169 - | 2006 UM52              | 17 d'octubre de 2006   | Mount Lemmon         | Mount Lemmon Survey   |
| 178170 - | 2006 US53              | 17 d'octubre de 2006   | Mount Lemmon         | Mount Lemmon Survey   |
| 178171 - | 2006 UH64              | 23 d'octubre de 2006   | Kitami               | K. Endate             |
| 178172 - | 2006 UM64              | 22 d'octubre de 2006   | Altschwendt          | W. Ries               |
| 178173 - | 2006 UG68              | 16 d'octubre de 2006   | Catalina             | CSS                   |
| 178174 - | 2006 UV78              | 17 d'octubre de 2006   | Kitt Peak            | Spacewatch            |
| 178175 - | 2006 UV83              | 17 d'octubre de 2006   | Kitt Peak            | Spacewatch            |
| 178176 - | 2006 UQ84              | 17 d'octubre de 2006   | Mount Lemmon         | Mount Lemmon Survey   |
| 178177 - | 2006 UR85              | 17 d'octubre de 2006   | Kitt Peak            | Spacewatch            |
| 178178 - | 2006 UB96              | 18 d'octubre de 2006   | Kitt Peak            | Spacewatch            |
| 178179 - | 2006 UJ98              | 18 d'octubre de 2006   | Kitt Peak            | Spacewatch            |
| 178180 - | 2006 UH123             | 19 d'octubre de 2006   | Kitt Peak            | Spacewatch            |
| 178181 - | 2006 UN141             | 19 d'octubre de 2006   | Mount Lemmon         | Mount Lemmon Survey   |
| 178182 - | 2006 UH148             | 20 d'octubre de 2006   | Mount Lemmon         | Mount Lemmon Survey   |
| 178183 - | 2006 UG159             | 21 d'octubre de 2006   | Mount Lemmon         | Mount Lemmon Survey   |
| 178184 - | 2006 UM160             | 21 d'octubre de 2006   | Mount Lemmon         | Mount Lemmon Survey   |
| 178185 - | 2006 UM161             | 21 d'octubre de 2006   | Mount Lemmon         | Mount Lemmon Survey   |
| 178186 - | 2006 UV167             | 21 d'octubre de 2006   | Mount Lemmon         | Mount Lemmon Survey   |
| 178187 - | 2006 UD177             | 16 d'octubre de 2006   | Catalina             | CSS                   |
| 178188 - | 2006 UN193             | 20 d'octubre de 2006   | Socorro              | LINEAR                |
| 178189 - | 2006 UB197             | 20 d'octubre de 2006   | Kitt Peak            | Spacewatch            |
| 178190 - | 2006 UQ198             | 20 d'octubre de 2006   | Kitt Peak            | Spacewatch            |
| 178191 - | 2006 UX203             | 22 d'octubre de 2006   | Palomar              | NEAT                  |
| 178192 - | 2006 UN212             | 23 d'octubre de 2006   | Kitt Peak            | Spacewatch            |
| 178193 - | 2006 UZ225             | 20 d'octubre de 2006   | Palomar              | NEAT                  |
| 178194 - | 2006 UE227             | 20 d'octubre de 2006   | Palomar              | NEAT                  |
| 178195 - | 2006 UP227             | 20 d'octubre de 2006   | Palomar              | NEAT                  |
| 178196 - | 2006 UW227             | 20 d'octubre de 2006   | Palomar              | NEAT                  |
| 178197 - | 2006 UP231             | 21 d'octubre de 2006   | Palomar              | NEAT                  |
| 178198 - | 2006 UP272             | 27 d'octubre de 2006   | Mount Lemmon         | Mount Lemmon Survey   |
| 178199 - | 2006 UW284             | 28 d'octubre de 2006   | Kitt Peak            | Spacewatch            |
| 178200 - | 2006 UL288             | 29 d'octubre de 2006   | Catalina             | CSS                   |